# 五井松平家
五井松平家（ごいまつだいらけ）は、三河国宝飯郡五井（御油とも、現在の愛知県蒲郡市五井町）を領した松平氏の庶流。松平信光の七男・松平忠景が祖とされ、深溝松平家は本家から分かれた家である。『寛政重修諸家譜』編纂時点では、5500石の大身である嫡流を含め、旗本3家が続いている。

## 歴史

### 発祥と深溝家の分出
『寛政重修諸家譜』によれば、松平信光の七男である松平忠景（初名：元芳）が祖であるとされる。2代目の松平元心は松平長親の命を受けて深溝城を攻め落とした際に弟の松平忠定に功績を譲り、忠定が深溝城を与えられて深溝松平家の祖になったとされる。
ただし、『寛永諸家系図伝』では五井・深溝松平家の祖先の名を「弥三郎元芳」とし、その二男の名を「大炊助忠景」としていた（この「大炊助忠景」の子の忠定が深溝家の家祖とされている）。『寛政譜』の編纂時に、信光の子「弥三郎元芳」と忠定の父「大炊助忠景」は同一人物とし、「弥三郎元芳」は「大炊助忠景」の前名とする系譜が提出され、『寛政譜』では新たな呈譜を採用したという経緯がある。一次史料から、「忠景」は信光の子ではなく孫世代以後の人物とみられ、大永3年から6年（1523年 - 1526年）頃に深溝松平家の当主であったという説が提起されている。
長沢松平家（松平親則を祖とする）・形原松平家（松平与副を祖とする）など、松平信光の子が家祖であると称する松平家の一族は多いが、初期の事績はいずれも曖昧である。江戸幕府草創の頃、これらの家は初代が松平の遠い祖先とつながっているという程度の認識の中で生きており、初代が松平嫡流の何代目とどのような血縁関係にあったかを詮索し確定することに関心は払われていなかったと見られる。
系譜上3代目とされる松平信長は、松平信定（桜井松平家）との抗争の中で松平広忠に従った。4代目の松平忠次は2度にわたって織田信秀の撃退に武功を立てたが（安城合戦）、天文16年（1547年）に松平信孝（三木松平家）の勢力との戦いで戦死している。
なお、五井松平家2代とされる元心は初め松平太郎左衛門尉長勝を名乗ったとされるが、これは松平太郎左衛門尉家（松平郷松平家）2代当主と同じ名である。

### 5代景忠以降
幼少で家督を継いだ5代目の松平景忠は、永禄3年（1560年）の丸根攻め以来徳川家康に仕えて数々の戦いに従った。長篠の戦いの折に、景忠と息子の伊昌は長篠城に救援のため入城しており、籠城戦を戦い抜いている。天正18年（1590年）、家康が関東に入国すると、6代目となる伊昌は下総国に2000石の知行地を与えられ、のち海上郡に飯沼陣屋（現在の銚子市陣屋町）を築いて移った。
7代目の松平忠実の時に2代将軍・徳川秀忠から加増を受けて6000石の寄合となった。8代目の松平伊耀は弟の忠尚に500石を分知し、知行高は5500石となった。
10代目の松平忠明のとき、知行地を遠江国に移され、志都呂陣屋（現在の浜松市中央区志都呂）を構えて拠点とした。11代目松平忠根は徳川吉宗および徳川家治の御側を務め、その妻は徳川家治と千代姫の乳母として召し出された。12代目松平忠寄も徳川家治の御側を務めている。

### 分家
6代目・伊昌の二男（忠実の弟）・松平宗治は徳川忠長に仕えたが、子孫は忠長の改易による浪人を経て館林徳川家（徳川綱吉）に仕え、綱吉が江戸城に入るとともに幕臣に転じるという転変を経て、旗本家となって家系をつないでいる。この家からは、盗賊改・佐渡奉行・勘定奉行などを歴任した松平忠陸を出している。
7代目・忠実の二男（伊耀の弟）・松平忠尚は書院番として出仕し500石を知行していたが、父の遺領から500石を分知されたために都合1000石となり、養子の則采が500石を加増されて1500石となっている。

## 家紋
『寛政譜』によれば、旗本3家はともに「丸に一葉の葡萄」を用いている。もとは葵紋を用いていたが、使用を憚って葡萄の葉に改めたという。
このほか鳩酸草（かたばみ）紋も用いており、2家（嫡流である図書忠命家、および与次右衛門忠洪家）は「丸に鳩酸草」、1家（弥九郎忠順家）が「鳩酸草」としている。